# Кріс Вільямс
Кріс Вільямс  (англ. Chris Williams; нар. 15 березня 1972) — ямайський легкоатлет, олімпійський медаліст.

## Виступи на Олімпіадах
| Олімпіада   | Дисципліна              | Місце     |
| ----------- | ----------------------- | --------- |
| Сідней 2000 | біг на 100 метрів       | 5 h2 r2/4 |
| Сідней 2000 | біг на 200 метрів       | 5 h1 r3/4 |
| Сідней 2000 | естафета 4 x 100 метрів | 4         |
| Сідней 2000 | естафета 4 x 400 метрів | 2         |
| Афіни 2004  | біг на 200 метрів       | 6 h1 r3/4 |
| Пекін 2008  | біг на 200 метрів       | 6 h1 r3/4 |